# Pierrot et la Lampe
Pierrot et la Lampe est une série de bande dessinée franco-belge créée en 1960 par Peyo dans le no 1 du journal Bonux Boy.

## Publication

### Albums
Il est publié en album en 1991, chez Cartoon Creation.